# Karl-Erik Nylund
Nils Karl-Erik Nylund, född 23 oktober 1942 i Finland, är präst i Svenska kyrkan och författare. Han har skrivit om sekter och nyandliga rörelser.

## Biografi
Karl-Erik Nylund var 2009 t.f. kaplan i Mariehamns församling, Åland. Efter att ha avslutat sin tid som t.f. kyrkoherde i Mariehamn återvände han till Stockholm. Han var 1998–2009 kyrkoherde i Maria Magdalena församling i Stockholm och har tidigare innehaft tjänster som kaplan vid Sveriges riksdag, domkyrkokomminister i Stockholms storkyrka, kyrkoherde i Nacka församling, skolungdomspräst i Borgå stift i Finland, kyrkoherde i Skandinaviska kyrkan i Frankrike, samt kyrkoherde i finländska Hangö svenska församling. Karl-Erik Nylund gick i pension 2009 från sin svenska tjänst. Han har vikarierat i skilda församlingar i Stockholm och fortsätter att föreläsa om sekter samt leda krishantering.
Karl-Erik Nylund är en ofta konsulterad expert på sekter, men har även fått kritik från forskarhåll för en del av sina utsagor.